# Cixius hsui
Cixius hsui är en insektsart som beskrevs av Tsaur 1991. Cixius hsui ingår i släktet Cixius och familjen kilstritar. Inga underarter finns listade i Catalogue of Life.